# Ізмаїльська область

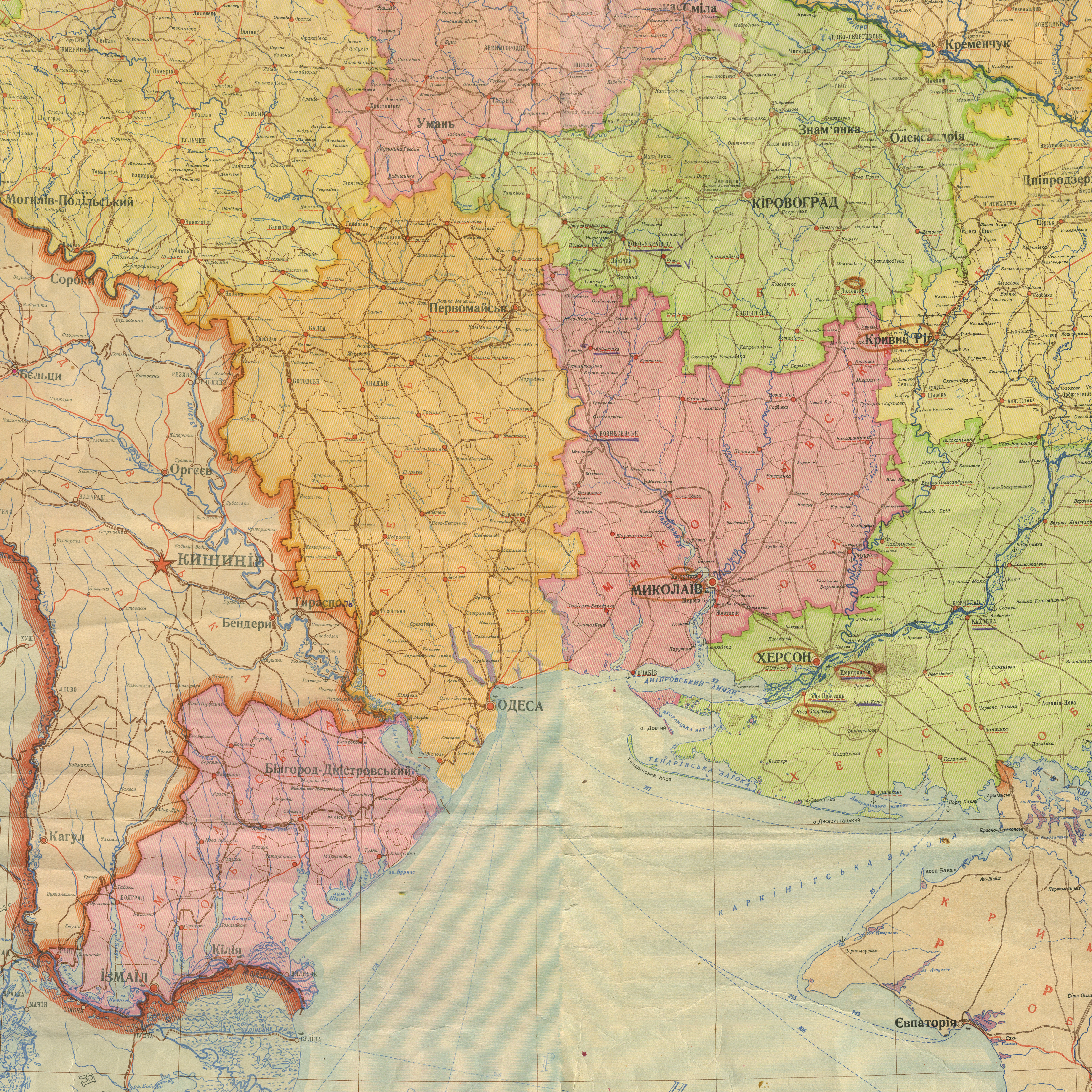
Карта Ізмаїльської області, 1947

Ізмаї́льська о́бласть — колишня область Української РСР, що існувала в 1940—1954 роках.
Утворена 7 серпня 1940 року під назвою Аккерманська область на території південної Бессарабії. Центром був Аккерман (нині Білгород-Дністровський). 7 грудня 1940 року обласний центр перенесли до Ізмаїла, а область перейменували на Ізмаїльську.
Загальна площа області становила 12 400 км².

## Історія формування
На виконання «Закону про включення Північної частини Буковини і Хотинського, Акерманського та Ізмаїльського повітів Бессарабії до складу Української РСР» від 2 серпня 1940 року Акерманський та Ізмаїльський повіти Бессарабії було включено до складу УРСР.  Відповідно до рішення ЦК ВКП(б) від 6 серпня 1940 року та постанови Політбюро ЦК КП(б)У від 7 серпня «Про утворення Акерманської і Чернівецької областей у складі України» з двох повітів – Акерманського та Ізмаїльського у складі УРСР утворено Акерманську область. Остаточне оформлення означених змін було зафіксоване в додатках до статей 13, 23 і 48 Конституції СРСР.
 
Згідно з рішенням ЦК ВКП(б) від 4 жовтня 1940 року «Про утворення районів у складі Акерманської і Чернівецької областей УРСР» та Указом Президії Верховної Ради УРСР від 11 листопада 1940 року в Акерманській області було 
проведено адміністративно-територіальну реформу (на базі існуючих 12 волостей (07.08.1940–04.11.1940) — волосних претур (1938–1940), плас (до 1938)).
У листопаді 1940 р. після розмежування кордонів шляхом внесення невеликих відхилень від меж повітів до МРСР також відійшли села Ренійської волості (Джурджулешти, Етулія (зі ст. Етулія), Нова Етулія, Куза-Вода, Кишліца-Прут, Слобозія-Маре та Чишмікіой), Волонтирівської волості (Волінтір, Штефанешти, Кізил (нім. колонія), Слободзея, Раскаєць, Раскаєцій-Ной, Віїшоара, Пуркар, Карахасань, Антонешти, Оленешти, Кеплань) та Старокозацької волості (Крокмаз, Тудора та Паланка);
 
від МРСР до складу області відійшли села пласи Траян: 
Кубей (рум. Cubei), Залізничне (рум. Bulgărica), Оріхівка (Pandaclia), Калчева (рум. Calceva), Городнє (Ciişia), Нові Трояни (Traianu-Nou),
пласи Чимішлія: Ганнівка,
пласи Каушани: Височанське, Олексіївка (Fîntînele), Плачинда, Новоукраїнка, Нове Тарутине, Підгірне, Рівне, Володимирівка, Євгенівка, Кролівка, Вознесенка Друга, Червоне, Скриванівка, Новосілка, Матильдівка, Петрівка, Ламбрівка, Богданівка, Юр'ївка, Миколаївка, Єлизаветівка, Ганнівка, Новоселівка, Лісне, Олександрівка, Фуратівка, Калачівка, Сухувате, Петрівськ, Іванчанка, Надрічне, Слобідка, та деякі інші.
20 лютого 1941 р. було завершено будівництво залізничної гілки Арциз — Ізмаїл.
22 лютого 1941 року районний центр Ізмаїльського району був перенесений в с. Суворове (з відповідним перейменуванням району), виокремивши в окрему адміністративно-територіальну одиницю — Ізмаїльську міську раду (місто обласного значення). Таким чином було логічно довершено перенесення обласного центру.

## Адміністративно-територіальний поділ
Указом Президії Верховної Ради УРСР від 11 листопада 1940 р. адміністративно поділялась на 3 міста обласного підпорядкування (Аккерман (з 9.08.1944 — Білгород-Дністровський), Ізмаїл, Кілія (до 30.08.1948), Вилкове (з 13.12.1951)) та 13 районів:
1. Арцизький район
2. Болградський район
3. Манзирський (1940; з 22.04.1941[9] Бородинський район)
4. Кілійський район
5. Лиманський район
6. Новоіванівський район
7. Ренійський район
8. Саратський район
9. Старокозацький район
10. Ізмаїльський (1940; з 22.02.1941[10][11][12][13] Суворовський район)
11. Тарутинський район
12. Татарбунарський район
13. Тузлівський район

12 районів було утворено з волостей (07.08.1940–04.11.1940, волосних претур (1938–1940), плас (до 1938)), 12-й Манзирський створений з рештки Волонтирівської волості, що відійшла до МРСР (див. Волонтирівський район), а Татарбунарський (13-й) — шляхом нарізання суміжних окраїн волостей (відповідно претур (1938–1940), плас (до 1938)) Тузла, Сарата, Арциз і Кілія.
Після захоплення румунськими та німецькими військами, з 19 липня 1941 до 25 серпня 1944 року територія Ізмаїльської області перебувала під владою Румунського королівства в складі Губернаторства Бессарабія.
14 листопада 1945 року була перейменована значна кількість сіл, сільрад і т. інш.
15 лютого 1954 року область скасували, її територію передано до складу Одеської області.

## Населення
За переписом 1930 року в межах Ізмаїльської області мешкало 550 433 особи, з них росіян налічувалось 133 501 осіб (24,25 %), болгар — 122 530 (22,26 %), румунів (молдован) — 100 150 (18,19 %), українців — 81 767 (14,86 %), німців — 60 881 (11,06 %), гагаузів — 21 593 (3,92 %), інших — 12 373 (2,25 %). У дійсності українців було значно більше — тільки в Ізмальському повіті приблизно 20 тисяч мешкаців сіл Броска, Ларжанка, Матроска, Саф'яни, Кислиця, Гасан-Аспага (Вишневе), Карамахмет (Шевченкове), Дракула (Трудове), Нерушай, Галілешти (Десантне) та інших було записано росіянами. 3 тис. болгар села Вайсал (Василівка) було записано румунами, в той же час серед «інших» налічувалось приблизно 7 тис. «липован», яких записали окремо від росіян.
Кількість населення станом на 1 січня 1941 року, за одними архівними документами, — 684,1, за іншими — 627,7 тисяч осіб (станом на 1940 рік 624 161 мешкаців: 368 252 та 255 909 у Аккерманському та Ізмаїльському повітах відповідно). Із зазначеної кількості міське населення становило — 127,1 (98,4) тисячі, сільське — 557,0 (529,3) тисячі. Кількість мешканців у місті Ізмаїл становила 25 823, а у містах обласного підпорядкування — Акермані та Кілії відповідно — 22 630 та 19 646.
Масовий голод 1945-1947 років значно змінив демографічну картину області.

## Очільники області
Перші секретарі обласного комітету КП(б)У:
- Кузнецов Михайло Георгійович (1940—1941),
- Горба Василь Дементійович (1944—1945),
- Тарасов Степан Никонович (1945–.01.1948),
- Мальцев Михайло Матвійович (.01.1948–.01.1949),
- Грушовий Костянтин Степанович (.01.1949–1950),
- Федоров Олексій Федорович (1950—1952),
- Новиков Семен Михайлович (1952—1954).

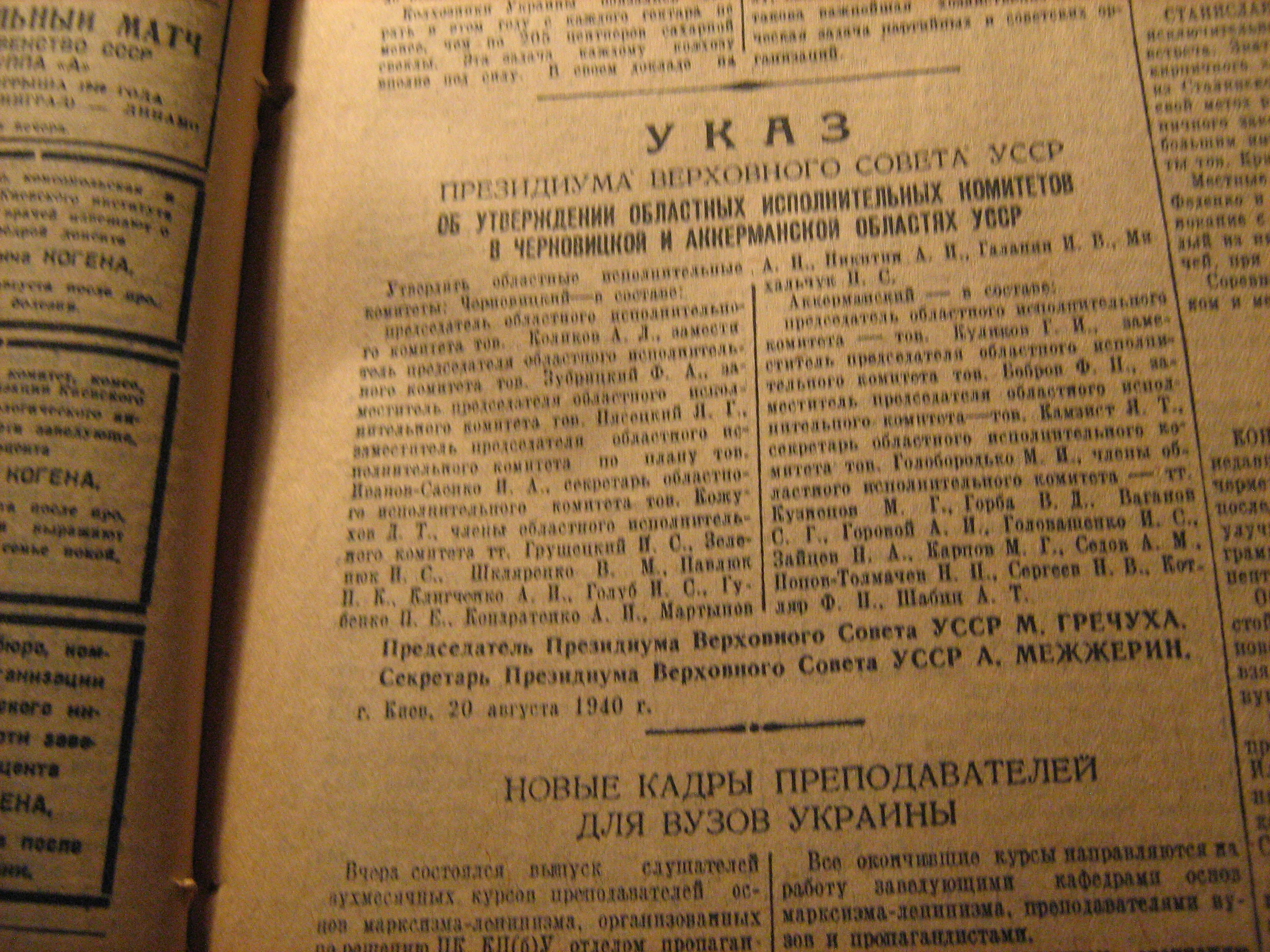
Затвердження облвиконкому

Голови виконавчого комітету обласної ради депутатів трудящих:
- Куликов Григорій Іванович (1940—1941, 1944—1945),
- Ананко Костянтин Павлович (1945—1949),
- Гаркуша Семен Кузьмич (1949—1949),
- Кузьменко Михайло Григорович (1949—1952),
- Філіпов Іван Маркелович (1952—1954).